# 喬爾尼亞瓦河
喬爾尼亞瓦河（羅馬化：Chorniava）是烏克蘭的河流，位於該國西部，屬於普魯特河的左支流，流經伊萬諾-弗蘭科夫斯克州，河道全長63公里，流域面積351平方公里，河畔城鎮有赫維茲代茨和奧別爾京。